# فندق أواسيا داون تاون
فندق أواسيا داون تاون (بالانچليزية: Oasia Hotel Downtown) هو عبارة عن ناطحة سحاب مكون من 27 طابقًا تضم فندقًا متعدد الاستخدامات ومكاتب في منطقة وسط المدينة في سنغافورة. ويضم الجزء الخارجي منه 21 نوعًا من النباتات المتسلقة المتعرشة على واجهته.  يتكون حوالي 40 بالمائة من حجم المبنى من مساحات خضراء مشتركة مرتفعة رأسياً داخل ناطحة السحاب. 
تم تصميم المبنى من قبل شركة الهندسة المعمارية WOHA وتم تطويره من قبل منظمة الشرق الأقصى.  افتتح في أبريل 2016م.  حصل على جائزة «أفضل مبنى شاهق في العالم» لعام 2018 من مجلس المباني الشاهقة والمساكن الحضرية. 
كان الهدف من تصميم الهيكل هو خلق استجابة لاستخدام الخرسانة بكثرة في منطقة الأعمال في سنغافورة. قال المهندس المعماري الرئيسي، وونغ مون سوم من ووها، إن المبنى يركز على الاستدامة أكثر من الاستهلاك. محاكاة للنظام البيئي الطبيعي، تجذب الزهور والنباتات المتسلقة المزروعة عموديًا حيوانات مثل الحشرات والسناجب.  تم تصميم الأثاث والديكورات الداخلية للمبنى من قِبل المهندسة المعمارية والمصممة الإسبانية باتريشيا أوركيولا.  في المُجمل، يحتوي المبنى على حوالي 60 طابقًا من الجدران الخضراء  والتي تم تركيبها على الواجهة الحمراء للمبنى.
بالإضافة إلى ذلك، تم تصميم المبنى بحيث يحتوي على أربع حدائق سماوية مشتركة، مما يسمح بالتهوية الطبيعية للمساحات العامة بدلاً من تكييف الهواء. كما تجذب النباتات والأشجار والمسطحات المائية في الحدائق المرتفعة الحياة البرية، بما في ذلك الحشرات والطيور. يوفر المبنى، الذي حل محل حديقة، حوالي عشرة أضعاف المساحات الخضراء الموجودة في منطقة الحديقة السابقة.   حوالي 40 بالمائة من حجم المبنى مخصص لشرفات السماء المفتوحة  وقد تم جذب حوالي 18 نوعًا من الحياة البرية إلى المبنى، وهو ما يضاهي الحدائق القريبة، وفقًا لدراسة التنوع البيولوجي التي أجرتها منظمة BioSEA. 

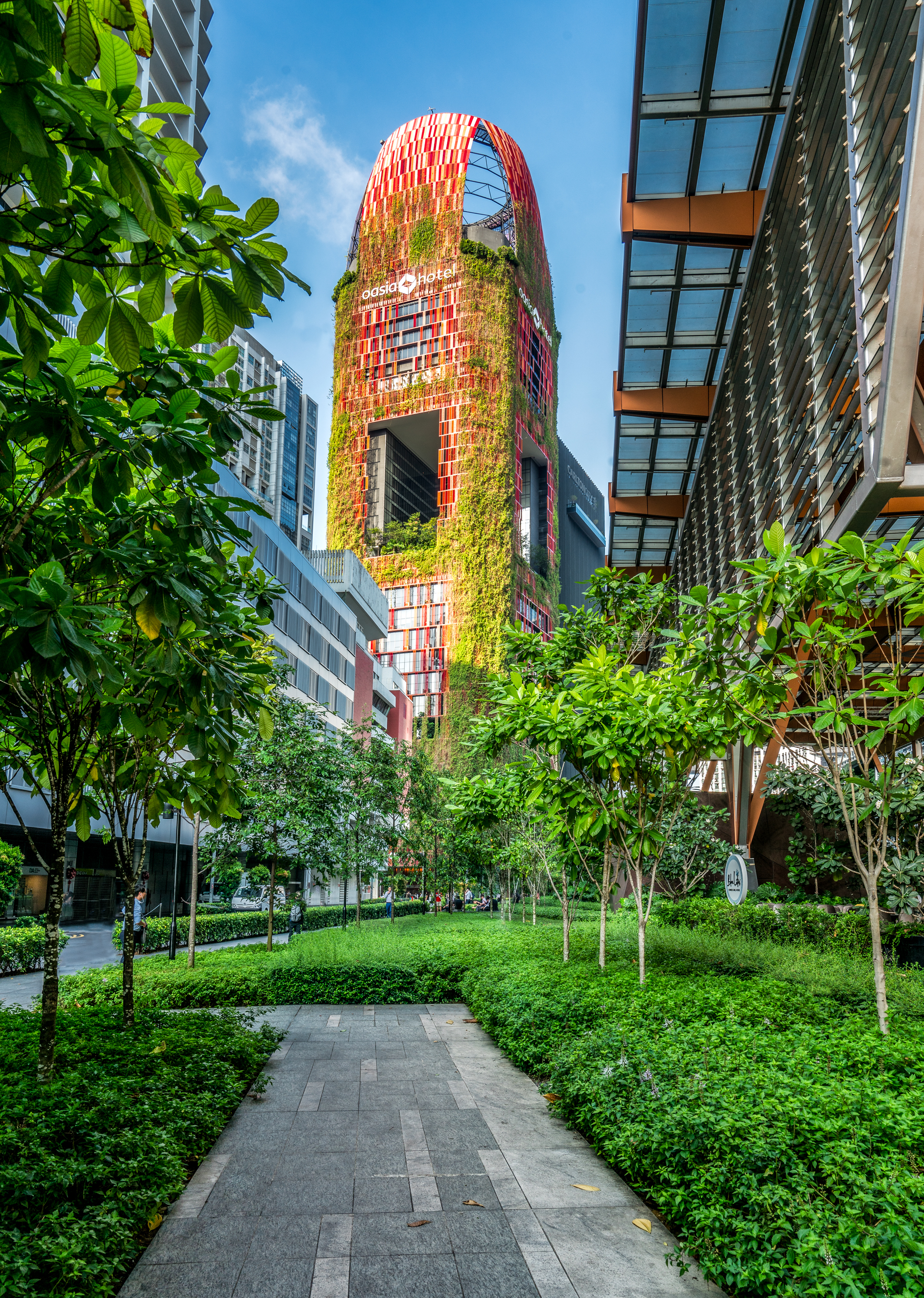
فندق أواسيا وسط المدينة.

موقع البناء يقع على قطعة أرض مساحتها 50 مترًا في 50 مترًا. يحتوي على سقف على شكل برميل، وواجهته خالية من النباتات المتسلقة. الهدف من التصميم هو تقليد باقة من الزهور ذات ساق خضراء بمجرد نمو النباتات المُتسلقة على واجهة المبنى بالكامل. 
لا توجد حاجة للتهوية الميكانيكية لغرف الفندق أو المكاتب بسبب حدائق السماء المفتوحة. تأتي المياه اللازمة لري النباتات من مياه الأمطار. 
منذ اكتماله، حصل المبنى على عدد من الجوائز والتكريمات المعمارية من هيئات مختلفة.
تم إصدار طابع بريدي يصور الفندق من قبل البريد السنغافوري في عام 2021، كجزء من مجموعة تذكارية مستوحاة من مباني سنغافورة ذات الحدائق المتدرجة أو العمودية البارزة. 

## في الثقافة الشعبية
يظهر الفندق في مسلسل Westworld على قناة HBO ، كجزء من الموسم الثالث . 